# هایگر باس
هایگر باس (انگلیسی: Higer Bus) شرکت خودروسازی چینی است، که در سال ۱۹۹۸ تأسیس شد.